# 伊川機場
伊川機場（朝鲜语：／ Ichŏn Konghang */?）是一座位於朝鮮民主主義人民共和國江原道伊川郡的機場，其主要為朝鮮人民軍空軍所使用，其民航業務僅有國營之高麗航空提供的少數國內線航班。

## 航点
| 航空公司 | 目的地 |
| -------- | ------ |
| 高麗航空 | 平壤   |